# Jagged Little Pill
Jagged Little Pill (en español: Pequeña píldora dentada) es el tercer álbum de estudio de la cantante canadiense Alanis Morissette. Fue lanzado el 13 de junio de 1995, siendo su primer álbum publicado a nivel internacional, contiene 12 pistas (junto con una pista oculta). El álbum marcó un cambio en el estilo musical de Morissette, alejándose del dance pop de sus proyectos anteriores. Considerado como uno de los álbumes más exitosos de la historia —debido a sus logros comerciales y los premios conseguidos—, es también el quinto álbum más vendido por parte de una artista femenina y el décimo cuarto álbum más vendido de todos los tiempos.
Llegó a estar durante 12 semanas en la cima del Billboard 200 de Estados Unidos y se situó como uno de los cinco álbumes que se mantuvieron en el top 10 por más de un año (junto a Thriller de Michael Jackson, Falling into You de Céline Dion, Fearless y 1989 de Taylor Swift). El álbum siguió un lento ascenso en las listas, pero durante 1995 vendió, solamente en Estados Unidos, más de 4 millones de ejemplares, mientras que en 1996 se convirtió en el álbum más vendido del año con más de 10 millones de ejemplares en dicho país. Para 2009 ya había vendido más de 33 millones de ejemplares en todo el mundo.
En octubre de 2002 la revista Rolling Stone situó al álbum en el puesto 31 de la lista Women In Rock. The 50 Essential Albums, y en 2020 la revista posicionó el disco en el puesto 69 de su lista de «los 500 mejores álbumes de todos los tiempos». El Salón de la Fama del Rock and Roll lo posicionó en el puesto 26 de la lista de «Los 200 álbumes que todo amante de la música debería tener».

## Historia
Alanis Morissette debutó mundialmente en 1995 con Jagged Little Pill (en español «pequeña píldora dentada»). De este primer trabajo, con bases de rock post-grunge, guitarras distorsionadas, baterías de rap y programaciones, surgió su primer sencillo: «You Oughta Know». En la grabación de la canción You Oughta Know recibió la ayuda del bajista Flea de los Red Hot Chili Peppers y del guitarrista Dave Navarro, también miembro por aquel entonces de esta banda como sustituto de John Frusciante.
En Estados Unidos, Jagged Little Pill debutó en el número 117 del Billboard 200 en julio de 1995; unos meses después, en octubre, alcanzaría la cima del listado, donde se mantendría 12 semanas no consecutivas en el primer lugar.
Su por entonces representante, Scott Welsh, esperaba alcanzar ventas cercanas a las 250.000 ejemplares. Sin embargo «You Oughta Know», comenzó a escucharse en las radios y discotecas estadounidenses, lo cual llevó a que MTV comenzara a emitir el vídeo de la canción que le da nombre.
Posteriormente llegarían «Hand in My Pocket», y más tarde su mayor éxito: «Ironic». La expresividad de su música despertó elogios por una parte de la crítica y dio lugar a un movimiento de seguidores repartidos por varios países.
Obtuvo varios premios, entre ellos cuatro Grammy, el premio Billboard a la Mejor Artista del Año, discos de platino en varios países y el disco de diamante por haber superado los 10 millones de ejemplares en el país norteamericano.
Con los lanzamientos del quinto y sexto sencillos, «You Learn« y «Head over feet», Jagged Little Pill logró mantenerse dentro de los primeros 20 puestos del Top 200 de la Billboard por más de un año.
Morissette superó 30 millones de ejemplares vendidas a los 22 años, y realizó una gira mundial con más de 200 presentaciones, incluyendo varios países de Sudamérica.

## Lista de canciones
1. «All I Really Want» (4:44)
2. «You Oughta Know» (4:09)
3. «Perfect» (3:07)
4. «Hand in My Pocket» (3:41)
5. «Right Through You» (2:55)
6. «Forgiven» (5:00)
7. «You Learn» (3:59)
8. «Head Over Feet» (4:27)
9. «Mary Jane» (4:40)
10. «Ironic» (3:49)
11. «Not the Doctor» (3:47)
12. «Wake Up» (4:53)

## Listas

### Posicionamiento
| Lista (1995)                   | Posición |
| ------------------------------ | -------- |
| Billboard 200 (Estados Unidos) | 1        |
| Top Canadian Albums            | 1        |
| Lista de álbumes (1996)        |          |
| Australia ARIA Albums          | 1        |
| Austria                        | 2        |
| Bélgica (Flandes)              | 1        |
| Bélgica (Valonia)              | 2        |
| P. Bajos                       | 1        |
| Finlandia                      | 1        |
| Francia                        | 6        |
| Hungría                        | 10       |
| Nueva Zelanda                  | 1        |
| Noruega                        | 3        |
| Portugal                       | 26       |
| Suecia                         | 1        |
| Suiza                          | 2        |
| Reino Unido                    | 1        |

### Sencillos
| 1995 | «You Oughta Know»   | 20    | 6 | 13 | 1  | 3  |    | 7 | 22 | 4  |
| 1995 | «Hand in My Pocket» | 1 (5) |   | 15 | 1  | 8  | 25 | 4 | 26 | 13 |
| 1996 | «Ironic»            | 1 (7) | 4 | 2  | 1  | 18 | 5  | 1 | 11 | 3  |
| 1996 | «You Learn»         | 1 (3) | 6 | 1  | 7  | 40 | 3  | 1 | 24 | 20 |
| 1996 | «Head over Feet»    | 1 (8) |   | 3  | 25 |    | 1  | 1 | 7  | 12 |
| 1997 | «All I Really Want» | 2     |   | 65 | 14 |    |    |   | 59 | 40 |

### Certificaciones
| País           | Certificación         | Ventas      |
| -------------- | --------------------- | ----------- |
| Alemania       | 2× platino            | 1.000.000+  |
| Argentina      | 3× platino            | 120.000+    |
| Australia      | 15× platino           | 1.050.000+  |
| Austria        | 2× platino            | 60.000+     |
| Brasil         | 2× platino            | 250.000+    |
| Canadá         | 2× Diamante           | 2.000.000+  |
| Estados Unidos | Diamante + 6× Platino | 16.000.000+ |
| Finlandia      | 2× platino            | 60.000+     |
| Francia        | Platino               | 300.000+    |
| Israel         | Platino               | 40.000+     |
| Nueva Zelanda  | 14× platino           | 210.000+    |
| Noruega        | Platino               | 30.000+     |
| Países Bajos   | 4× platino            | 280.000+    |
| Polonia        | Oro                   | 10.000+     |
| Reino Unido    | Diamante              | 3.000.000+  |
| Suiza          | Platino               | 50.000+     |